# Джерард Роланд
Джерард Роланд (1954, Монс, Бельгія) — бельгійський економіст, професор економіки та політології Каліфорнійського університету в Берклі . У 1988 році закінчив Вільний університет у Брюсселі. Його ранні роботи були присвячені політичній економії комунізму. Після 1990 року він став одним із найвідоміших і найвпливовіших у світі вчених у галузі перехідної економіки. Він є членом виконавчого та наглядового комітету (ESC) CERGE-EI.

## Вибрані твори
- "The Design of Reform Packages under Uncertainty", (with M. Dewatripont[en]), American Economic Review, 1995, vol 83, pp. 107–1223
- Transition and Economics: Politics, Markets and Firms. MIT Press 2000

## Про російсько-українську війну
У своїй короткій статті 1 квітня 2022 року Роланд порівняв російську агресію з нападом Китаю на В'єтнам 1967 року, коли запеклий опір значно меншої і слабшої країни змусив агресора після місяця боїв вивести війська і вдати «перемогу», фактично не досягнувши жодних стратегічних цілей. Це порівняння цікаве тим, що автор висловлює більшу довіру щодо здатності України захистити свою землю, аніж ті, що порівнюють Україну з Чехословаччиною 1968 року чи Польщею 1939.

## Зовнішні посилання
- Веб-сторінка Роланда в Берклі [Архівовано 4 лютого 2012 у Wayback Machine.]